# Дятел малий

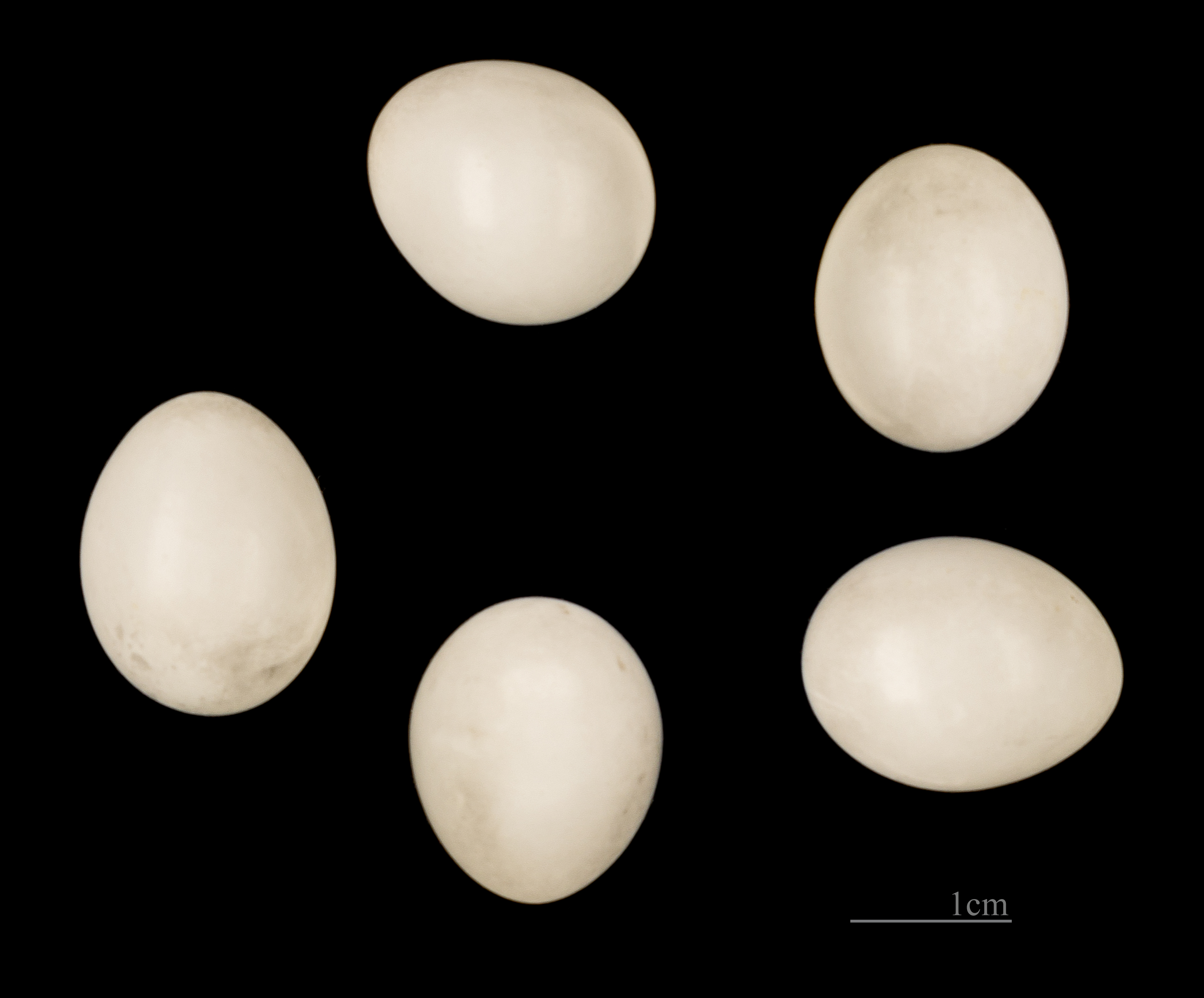
Dendrocopos minor

Дятел малий, також дятел малий строкатий (Dryobates minor) — вид птахів родини дятлових. В Україні гніздовий осілий, кочовий вид.

## Зовнішній вигляд
Один з найменших дятлів: за розміром він лише трохи більший від горобця. Маса тіла 17-26 г, довжина тіла 14-15 см, розмах крил 25-27 см. У дорослого самця на тім'ї червона «шапочка»; лоб, покривні пера вух і горло білі, з вохристим відтінком; потилиця, смуги ззаду і по боках шиї, верхня чверть спини й надхвістя чорні; решта спини й покривні пера верху крил з білими та чорними поперечними смугами; низ вохристо-білий, з чорними рисками на боках тулуба і нижній частині черева; махові пера чорні, з білими плямами, які утворюють смуги; хвіст чорний, цупкий, загострений, крайні стернові пера білі, з чорними смугами; дзьоб і ноги темно — сірі; райдужна оболонка ока коричнева. Доросла самка подібна до дорослого самця, але верх голови чорний. Молодий птах подібний до дорослого самця, але червона «шапочка» неяскрава.

## Поширення
В Україні зустрічається в лісовій і лісостеповій смугах, крім Карпат, а також частково на півночі степової смуги.

## Філогенія
Початково дятел малий ще в 1758 році був названий знаменитим шведським натуралістом Карлом Ліннеєм Picus minor.. У 1816 німецький натураліст Карл Людвіг Кох перемістив його у рід Dendrocopos . І вже в наш час молекулярно-філогенетичні дослідження мітохондріальної ДНК, опубліковані в 2015 році показали, що Dendrocopos не є монофілетичною групою. У новій запропонованій класифікації дятел малий був поміщений у спеціально відновлений рід Dryobates, який вперше був створений ще в 1826 році. 
Таким чином, за останніми даними, дятел малий виявився спорідненим із північноамериканським трипалим дятлом пухнастим (Dryobates pubescens) та кількома іншими видами з колишнього роду Picoides.